# Отинянський район
Отиня́нський район — колишній район у складі Станіславської області УРСР. Центром району було селище Отинія.

## Історія
17 січня 1940 року Тлумацький повіт було розділено на 3 райони. До Отинянського району відійшли містечко Отиня і села ґмін Отиня, Терновиця Пільна й Хоцімєж, було утворено 1 селищну і 26 сільрад.
Указом Президії Верховної Ради УРСР 23 жовтня 1940 р. Хороснівська сільська рада передана з Отинянського району до Коршівського.
Першим секретарем райкому компартії призначений Криворучко А.С. (до того — інструктор Запорізького обкому).
У 1941-1944 рр. територія району була окупована німцями. В липні 1944 року Радянські війська знову захопили територію району.
В районі, як і на всій Галичині, населення підтримувало УПА і було тероризоване всіма репресивними органами СРСР. Підпілля ОУН активно діяло до 1951 року.
На 22.01.1955 в районі залишилось 20 сільрад.
11 березня 1959 р. до району приєднано частину території ліквідованого Коршівського району.
30 грудня 1962 року було ліквідовано Отинянський район і більшість території ввійшла до складу Коломийського району, а  Бортниківська, Грушківська і Королівська сільради — до Городенківського району.